# Ibarama
Ibarama är en kommun i Brasilien.   Den ligger i delstaten Rio Grande do Sul, i den södra delen av landet, 1 600 km söder om huvudstaden Brasília. Antalet invånare är 4 371.
I omgivningarna runt Ibarama växer huvudsakligen savannskog. Runt Ibarama är det glesbefolkat, med 20 invånare per kvadratkilometer.